# Alto Ivon
Alto Ivon ist eine Ortschaft im Departamento Beni im Tiefland des südamerikanischen Andenstaates Bolivien.

## Lage im Nahraum
Alto Ivon ist eine Ortschaft im Kanton Ivon und der zweitgrößte Ort im Municipio Riberalta in der Provinz Vaca Díez. Der Ort liegt auf einer Höhe von 145 m südlich der Stadt Riberalta am rechten, östlichen Ufer des Río Ivon, der etwa 15 Kilometer südlich von Riberalta in den Río Beni mündet.

## Geographie
Alto Ivon liegt im bolivianischen Teil des Amazonasbeckens im Norden des Landes.
Die mittlere Durchschnittstemperatur der Region liegt bei 26 °C und schwankt nur unwesentlich zwischen 25 °C im Mai und 27 bis 28 °C von Dezember bis Februar (siehe Klimadiagramm Riberalta). Der Jahresniederschlag beträgt etwa 1300 mm, bei einer ausgeprägten Trockenzeit von Juni bis August mit Monatsniederschlägen unter 20 mm, und einer Feuchtezeit von Dezember bis Januar mit Monatsniederschlägen von mehr als 200 mm.

## Verkehrsnetz
Alto Ivon liegt in einer Entfernung von 525 Straßenkilometern nördlich von Trinidad, der Hauptstadt des Departamentos, und 138 Straßenkilometer südlich von Riberalta, der nächstgelegenen Stadt.
Von Trinidad aus führt die 602 Kilometer lange Nationalstraße Ruta 3 in westlicher Richtung bis Yucumo und weiter nach La Paz. In Yucumo trifft die Ruta 3 auf das Ende der 696 Kilometer langen Ruta 8, die über Rurrenabaque und Reyes in nördlicher Richtung führt, nach 541 Kilometern El Triángulo erreicht und von dort weiter nach Riberalta und Guayaramerín an der brasilianischen Grenze führt.
Etwa 41 Kilometer südlich von El Triángulo zweigt eine unbefestigte Straße von der Ruta 8 nach Osten ab und führt 25 Kilometer durch spärlich besiedeltes Gebiet bis Alto Ivon.

## Bevölkerung
Die Einwohnerzahl der Ortschaft ist im vergangenen Jahrzehnt geringfügig angestiegen:
| Jahr | Einwohner   | Quelle       |
| ---- | ----------- | ------------ |
| 1992 | keine Daten | Volkszählung |
| 2001 | 479         | Volkszählung |
| 2012 | 509         | Volkszählung |
| 2024 |             | Volkszählung |

In Alto Ivon lebt ein Großteil der etwa 500 Chácobos, eines indigenen Volkes in der bolivianischen Amazonasregion. Die von ihnen gesprochene Sprache Chácobo gehört zu den Pano-Sprachen.